# 王裕增
王裕增（?—?），浙江仁和（今浙江杭州市）人，清朝政治人物。進士出身。
乾隆二十二年，登進士。曾于1763年接替林其笼任福建永安县知县一职，1766年由邬维肃接任。